# 로블레 올라예
 로블레 올라예(Roble Olhaye, 1944년 4월 24일 ~ 2015년 7월 22일)는 지부티의 외교관 겸 정치인이다. 미국 주재 지부티 대사 직책을 지냈다.